# Lilla Ljusskär (vid Hyppeis, Houtskär)
Lilla Ljusskär är en ö i Finland. Den ligger i Skärgårdshavet och i kommunen Pargas i den ekonomiska regionen  Åboland i landskapet Egentliga Finland, i den sydvästra delen av landet. Ön ligger omkring 63 kilometer väster om Åbo och omkring 210 kilometer väster om Helsingfors.
Öns area är 5,2 hektar och dess största längd är 370 meter i nord-sydlig riktning. Ön höjer sig omkring 10 meter över havsytan.